# Адрес-даунтаун-Дубай
Адрес Даунтаун Бурдж Дубай (араб. فندق البحيرة و شقق برج دبي المخدمة‎) — шестидесятитрехэтажный небоскрёб высотой 306 метров, расположенный в городе Дубае, Объединённые Арабские Эмираты. Первоначально назывался The Address Downtown Burj Dubai. Здание является одним из нескольких сверхвысоких небоскрёбов, которые располагаются в районе Даунтаун Бурдж Дубай, в центре которого располагается высочайшее строение на земле — башня Бурдж Дубай.

## История
Здание было подведено под крышу в апреле 2008 года, став 6-м по высоте зданием в городе. В сентябре 2008 года строение было полностью построено. По состоянию на 2015 год являлся 76-м по высоте зданием Азии и 99-м по высоте в мире.

### Пожар
В ночь с 31 декабря 2015 года на 1 января 2016 года сгорел. Причины расследуются.
Пожар по невыясненной пока причине начался на 20 этаже и из-за сильного ветра вскоре охватил все здание. При эвакуации 1 человек из-за инфаркта погиб в давке, ещё 16 человек получили легкие травмы. До конца 2015 года пожар ещё не был потушен, однако праздничный фейерверк в Дубае отменён не был.